# زادوروژنی
زادوروژنی (انگلیسی: Zadorozhny) یک شهرک در بخش کراسنویاروژسکی استان بلگورود کشور روسیه است.